# Chlamisus flavomaculatus
Chlamisus flavomaculatus là một loài bọ cánh cứng trong họ Chrysomelidae. Loài này được Tan & Zhou in Zhou & Tan miêu tả khoa học năm 1995.